# Igreja de Fiães
A Igreja de Fiães, Mosteiro de Fiães, Igreja Paroquial de Fiães ou Igreja de Santo André  localiza-se na freguesia de Fiães, no município de Melgaço, Portugal.
A igreja pertencia ao antigo e extinto Mosteiro de Santa Maria de Fiães, da Ordem de Cister.
Está classificada como Monumento Nacional desde 1910.

## História
A sua origem não é consensual entre os historiadores: enquanto alguns defendem que esta é uma construção da Ordem de Cister, outros afirmam que parte do monumento é mais antiga, datando da época da Ordem Beneditina, no século IX, tendo essa mudança de ordens religiosas ocorrido, e sido registada em documentos oficiais, em finais do século XII, algures entre 1173 e 1194. 
Sofreu reformações nos séculos XVII e XVIII, tanto na fachada como no interior das naves.
Extinto em 1834, o mosteiro passou para a posse de privados pouco depois, procedendo-se, a partir de então, à destruição das alas monacais. As campanhas de restauro, efectuadas nas décadas de 50 e de 60 do século XX, por seu turno, não alteraram significativamente a estrutura, que manteve, à vista, a maioria dos seus elementos medievais.
Nas dependências monacais que ali existiam, hospedou-se D. Filipa de Lencastre quando veio de Inglaterra para se casar com D. João I.

## Características
Da construção primitiva destaca-se o corpo de três naves e quatro tramos, separados por arcarias longitudinais de arcos de volta perfeita. Já da construção cisterciense é possível admirar a cabeceira tripartida e escalonada de planta quadrangular, a abside de dois tramos e, em todo o conjunto, a decoração simples e austera.
Na fachada da igreja persiste ainda o brasão com as armas da Congregação de Alcobaça, assim como um imponente portal ogival de múltiplas arquivoltas, posicionado entre dois poderosos contrafortes. No seu interior, existe um altar maneirista e um retábulo de talha dourada datado do período barroco.
A parte superior da fachada principal foi refeita no século XVII, sendo somente aí adicionados os janelões e os nichos com as imagens de São Bernardo (o fundador de Claraval), a Senhora da Assunção e São Bento.
Do claustro, construído pelos monges cistercienses no século XIII, e que já se encontrava em ruínas em 1533, apenas subsiste um fragmento de um capitel duplo, de decoração vegetalista com crochet.
Na nave sul encontra-se o túmulo, do século XV, de Fernão Eanes de Lima, pai de Leonel de Lima, primeiro visconde de Vila Nova de Cerveira.

## Galeria

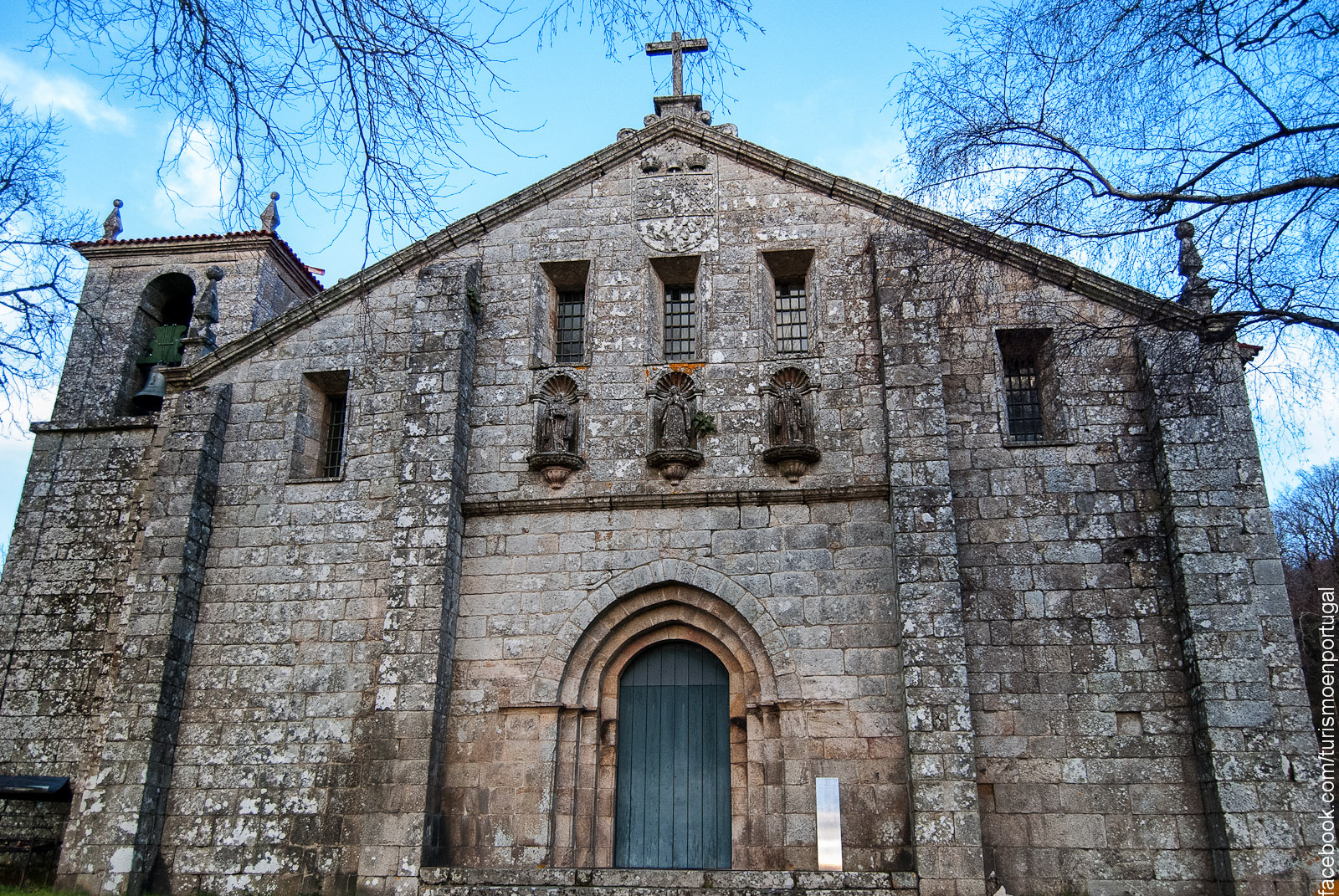
Fachada da Igreja de Fiães
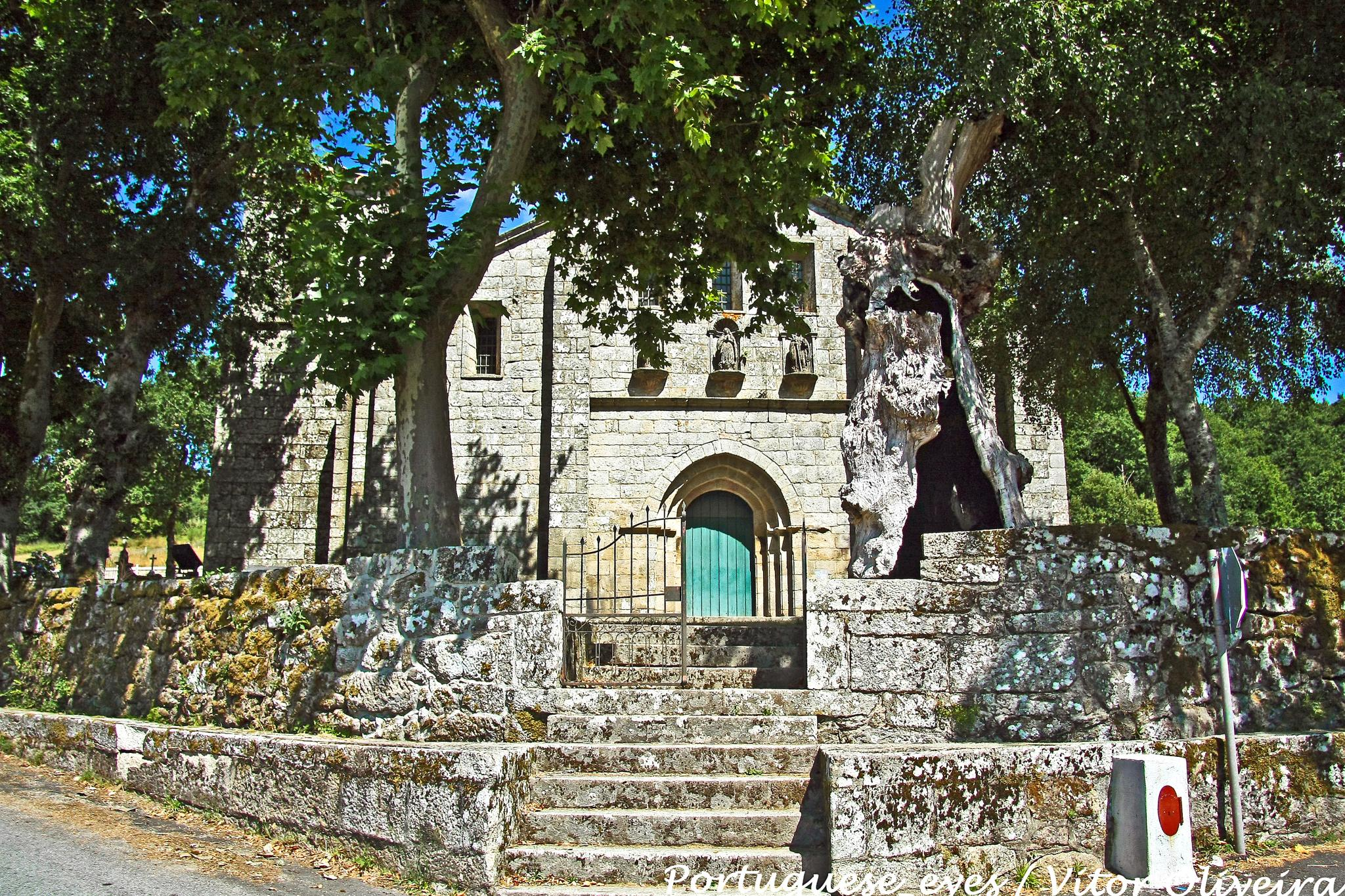
Adro e Igreja de Fiães
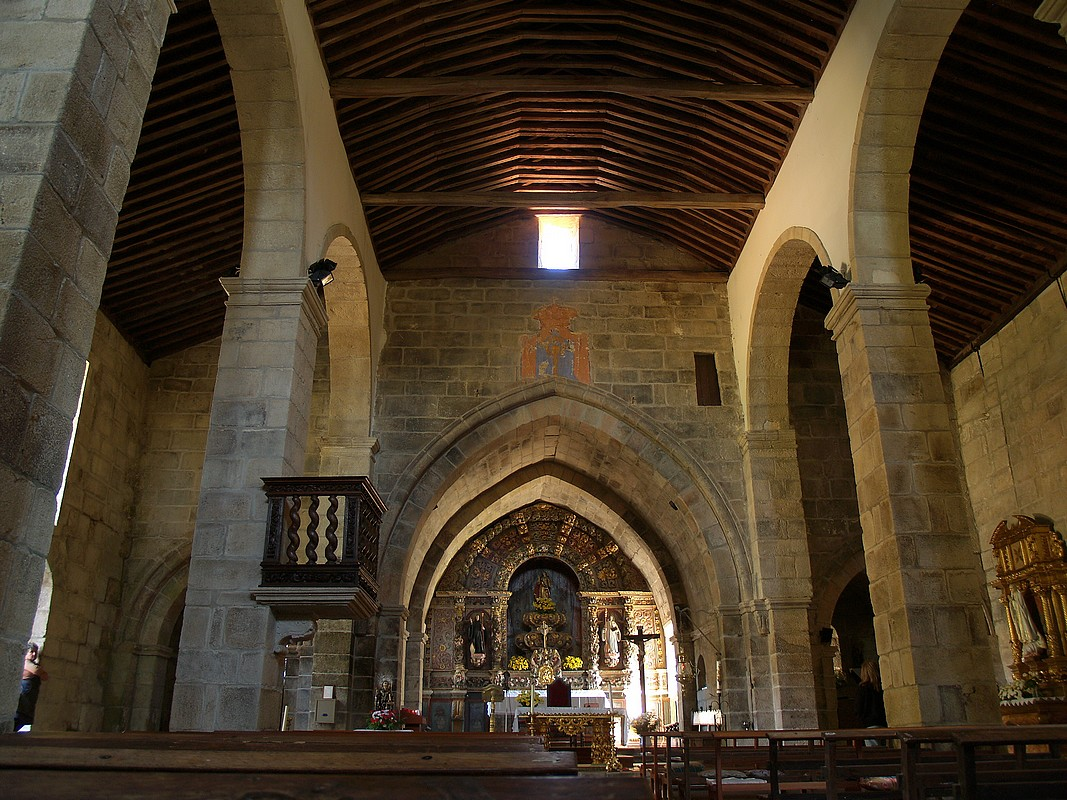
Interior da Igreja
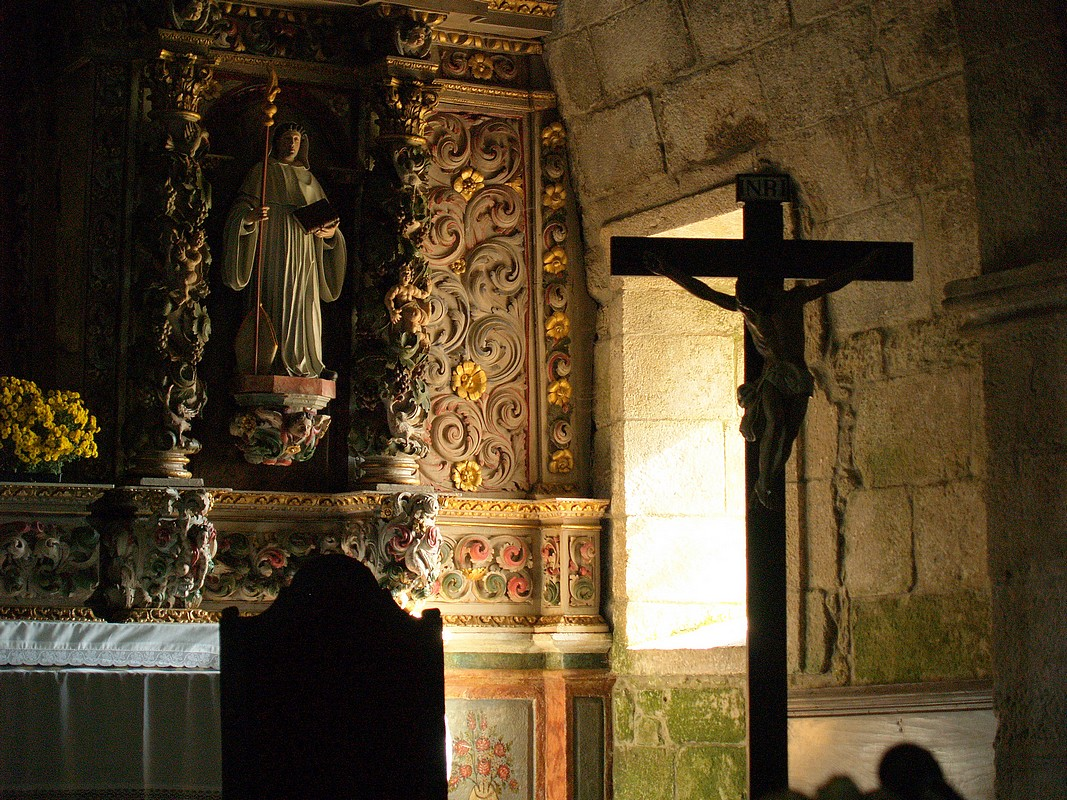
Interior da Igreja
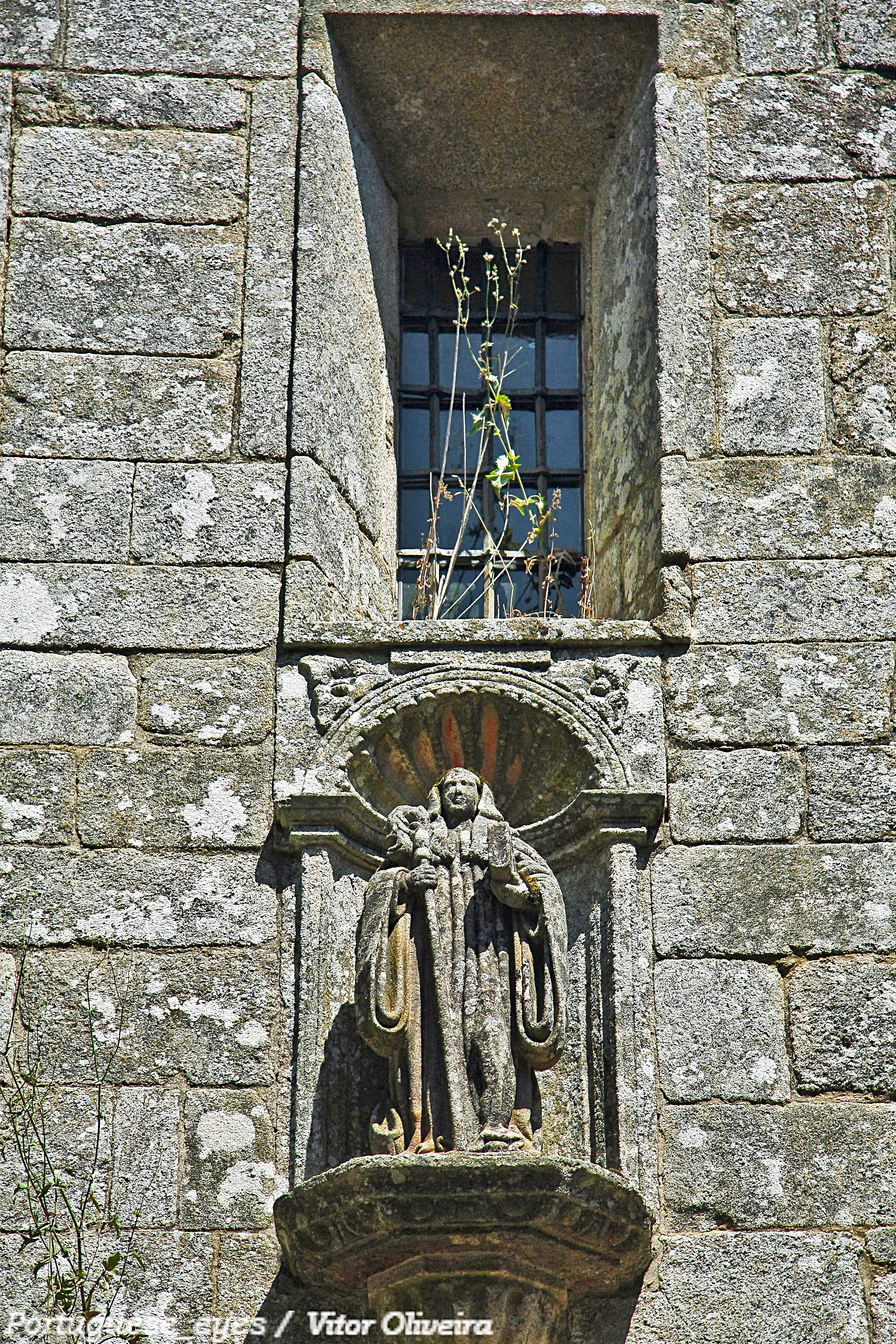
Detalhe da fachada principal
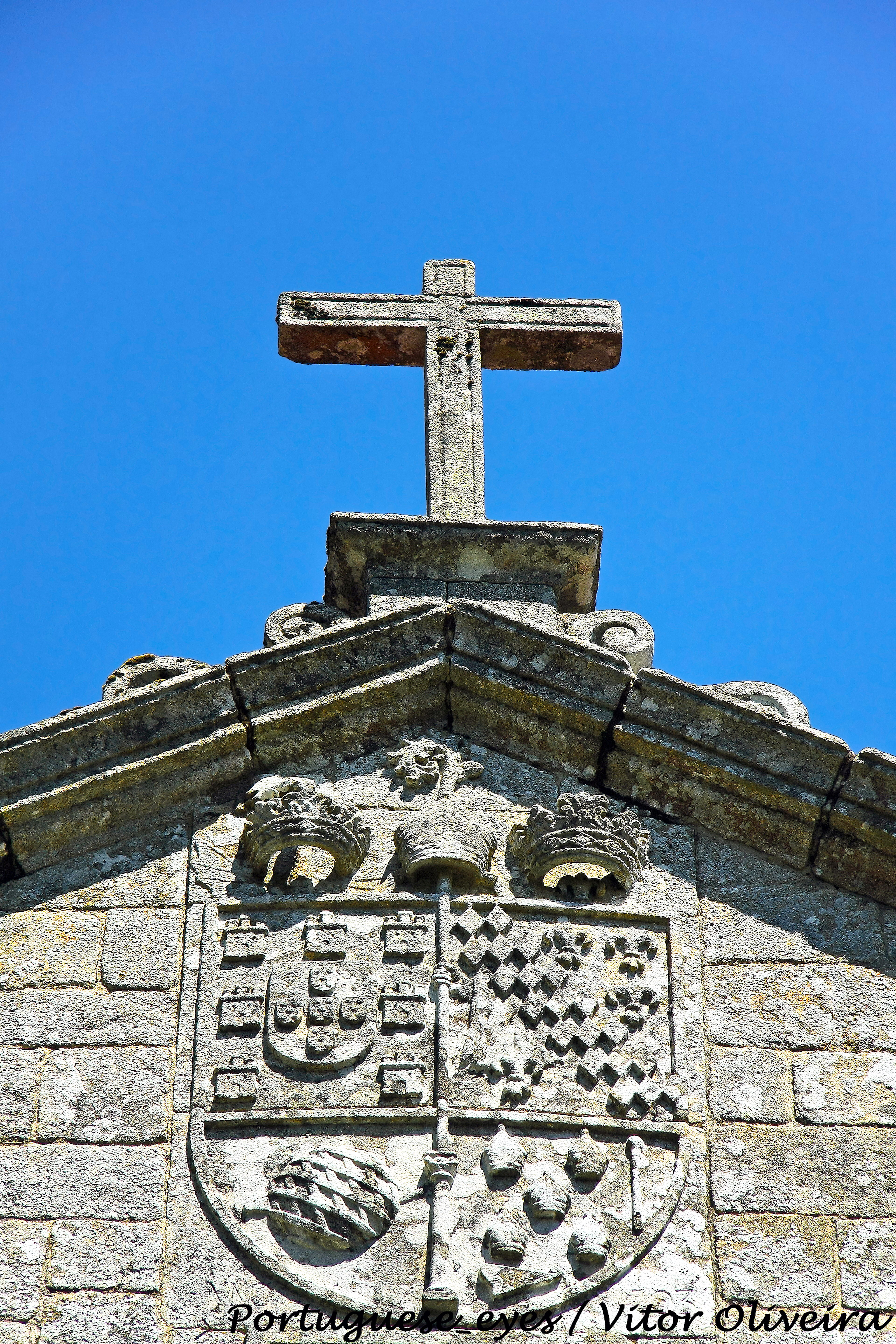
Brasão e cruz latina
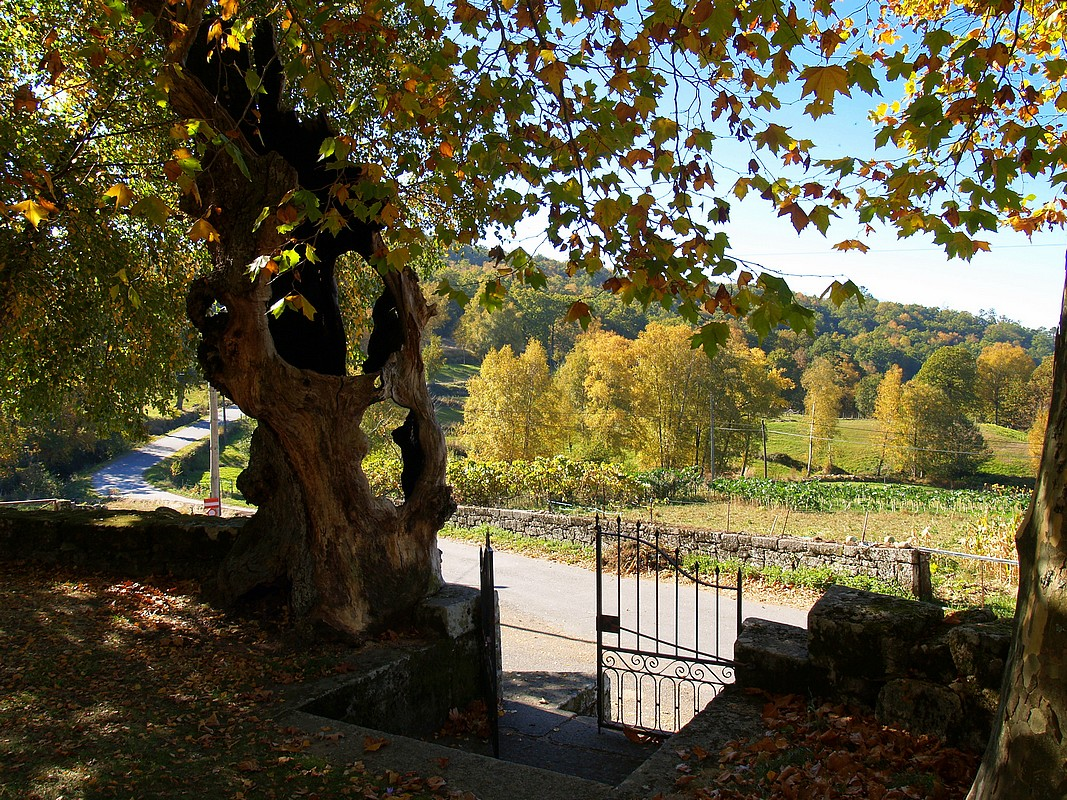
Vista do adro da igreja